# Micropterix aureatella
Micropterix aureatella là một loài bướm đêm thuộc họ Micropterigidae. Nó được tìm thấy ở miền Cổ bắc (từ châu Âu tới Nhật Bản) trừ Bắc Phi.
Sải cánh dài 9–11 mm.

## Phụ loài
- Micropterix aureatella aureatella
- Micropterix aureatella junctella Weber, 1945
- Micropterix aureatella shikotanica Kozlov, 1988

## Hình ảnh

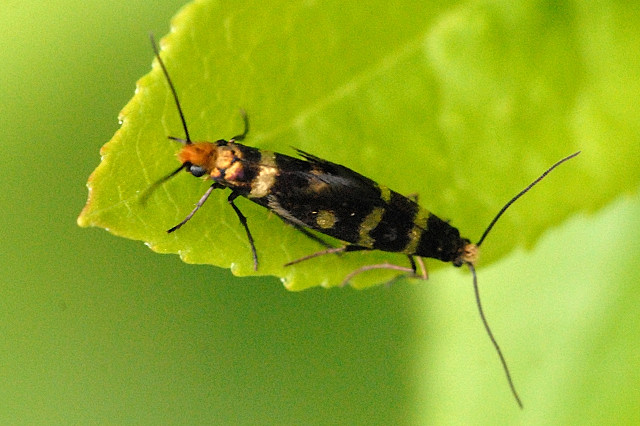

- Zeller-Lukashort, H. Christof (2007). et al. “A review of Micropterix Hübner, 1825 from bắc và central châu Âu (Micropterigidae)” (PDF). Nota Lepidopterologica. 30 (2): 235–298.
- www.lepiforum.de: Taxonomie và Photos
- Fauna Europaea Lưu trữ ngày 22 tháng 6 năm 2011 tại Wayback Machine
- Micropterix aureatella at UKmoths